# Südostasienspiele 1971/Badminton
Titelträger im Badminton wurden bei den Südostasienspielen 1971 in Kuala Lumpur in fünf Einzel- und zwei Mannschaftsdisziplinen ermittelt. Die Wettbewerbe fanden vom 12. bis zum 15. Dezember 1971 statt. Es wurden Platzierungsspiele um den 3. Platz durchgeführt, wobei San Myint (Burma), Yap Hei Lin (Malaysia), Pornchai Sakuntaniyom / Chirasak Champakao, Petchroong Liengtrakulngam / Sumol Chanklum (alle Thailand) und Smas Slayman / Thi Do My Lan (Khmer) in diesen Spielen unterlagen und mit Platz 4 vorliebnehmen mussten.

## Medaillengewinner
| Disziplin    | Gold                                                                                      | Silber | Bronze                                                                        |
| ------------ | ----------------------------------------------------------------------------------------- | --- | ----------------------------------------------------------------------------- |
| Herreneinzel | Tan Aik Huang                                                                             | Punch Gunalan | Bandid Jaiyen                                                                 |
| Dameneinzel  | Rosalind Singha Ang                                                                       | Thongkam Kingmanee | Petchroong Liengtrakulngam                                                    |
| Herrendoppel | Ng Boon Bee Punch Gunalan                                                                 | Ng Tat Wai Ho Khim Kooi                                                                                                  | Bandid Jaiyen Thonchai Pongpoon                                               |
| Damendoppel  | Thongkam Kingmanee Pachara Pattabongse                                                    | Rosalind Singha Ang Teoh Siew Yong                                                                                       | Silvia Tan Teh Mei Ling                                                       |
| Mixed        | Ng Tat Wai Teh Mei Ling                                                                   | Ng Boon Bee Rosalind Singha Ang                                                                                          | Chirasak Champakao Sumol Chanklum                                             |
| Herrenteam   | Malaysia Punch Gunalan Ho Khim Kooi Ng Boon Bee Ng Tat Wai Abdul Rahma Tan Aik Huang      | Thailand Soonchai Akyapisut Chirasak Champakao Bandid Jaiyen Thonchai Pongpoon Pornchai Sakuntaniyom Chaisak Thongdejsri | Birma Sai Kham Pan San Maung San Myint Wai Nyunt                              |
| Damenteam    | Thailand Sumol Chanklum Thongkam Kingmanee Petchroong Liengtrakulngam Pachara Pattabongse | Malaysia Rosalind Singha Ang Sylvia Tan Teh Mei Ling Teoh Siew Yong Yap Hei Lin                                          | Singapur Juliana Lee Leong Kay Peng Leong Kay Sine Lim Choo Eng Lim Siew Choo |

## Finalresultate
| Disziplin    | Sieger                                 | Finalist                           | Ergebnis     |
| ------------ | -------------------------------------- | ---------------------------------- | ------------ |
| Herreneinzel | Tan Aik Huang                          | Punch Gunalan                      | 15–12, 15–11 |
| Dameneinzel  | Rosalind Singha Ang                    | Thongkam Kingmanee                 | 11–5, 11–6   |
| Herrendoppel | Ng Boon Bee Punch Gunalan              | Ng Tat Wai Ho Khim Kooi            | 15–10, 15–10 |
| Damendoppel  | Thongkam Kingmanee Pachara Pattabongse | Rosalind Singha Ang Teoh Siew Yong | 15–8, 15–8   |
| Mixed        | Ng Tat Wai Teh Mei Ling                | Ng Boon Bee Rosalind Singha Ang    | w.o.         |

## Spiel um Platz 3
| Disziplin    | Sieger                            | Gegner                                    | Ergebnis          |
| ------------ | --------------------------------- | ----------------------------------------- | ----------------- |
| Herreneinzel | Bandid Jaiyen                     | San Myint                                 | 15–3, 15–6        |
| Dameneinzel  | Petchroong Liengtrakulngam        | Yap Hei Lin                               | 11–4, 11–7        |
| Herrendoppel | Bandid Jaiyen Thonchai Pongpoon   | Chirasak Champakao Pornchai Sakuntaniyom  | w.o.              |
| Damendoppel  | Teh Mei Ling Sylvia Tan           | Sumol Chanklum Petchroong Liengtrakulngam | 15–6, 11–15, 15–3 |
| Mixed        | Chirasak Champakao Sumol Chanklum | Smas Slayman Thi Do My Lanh               | 15–1, 15–2        |

## Medaillenspiegel
| Platz | Land     | Gold | Silber | Bronze | Gesamt |
| ----- | -------- | ---- | ------ | ------ | ------ |
| 1     | Malaysia | 5    | 5      | 1      | 11     |
| 2     | Thailand | 2    | 2      | 4      | 8      |
| 3     | Birma    | 0    | 0      | 1      | 1      |
| 3     | Singapur | 0    | 0      | 1      | 1      |